# Урокљивац
Урокљивац је према старим веровањима српског народа, особа која поседује магијску моћ да погледом нанесе зло, због чега се говорило да те особе имају зле очи или лоше очи. Њихов поглед се називао урокљив, а његово дејство урок.
Постојање урокљиваца је присутно у свим крајевима које су насељавали Срби.

## Веровања
Најчешће се веровало да ни сам урокљивац није свестан зла које проузрокује, односно да он то не чини са намером, већ да је природно такав или да пати од зависти. Као крајњи циљ нечијег урока могле су доћи пропаст на одређеном животном плану, болест или смрт.
Жртве урокљиваца су најчешће били лепи, добри, богати и уопште по нечему успешни људи, као и мала деца.
Против урока се најчешће користио конац црвене боје, који се везивао око руке или касније сата. У појединим крајевима, мајке би деци одевале распарану одећу, попут чарапа различитих боја, како би их заштитиле од урока. Многи би носили и неку амајлију против урока, која је могла бити религијски симбол (крстић око врата, иконица), нешто из природе...
Децу која би се често будила ноћу уплакана или имала сличних страхова, родитељи би водили на саливање страве.